# Cenate Sopra
Cenate Sopra ist eine italienische Gemeinde (comune) mit 2527 Einwohnern (Stand 31. Dezember 2023) in der Provinz Bergamo, Region Lombardei.

## Geographie
Cenate Sopra befindet sich zwölf km östlich der Provinzhauptstadt Bergamo und 60 km nordöstlich der Metropole Mailand.
Die Nachbargemeinden sind Albino, Cenate Sotto, Pradalunga, Scanzorosciate und Trescore Balneario.

## Feste
- Der Ortsteil Sant Ambrogio feiert eben jenen Heiligen am 7. Dezember.
- Der Ortsteil Valpredina feiert den Jahrestag des Heiligen Kreuzes am 14. September.
- Der Ortsteil Piazze feiert am 7. August den heiligen San Gaetano.

## Persönlichkeiten
- Giacomo Vismara (* 1951), Rallye-Raid-Fahrer